# Struthiopteris
Struthiopteris là một chi dương xỉ thuộc phân họ Blechnoideae, họ Ráng lá dừa.

## Loài
Theo định nghĩa được áp dụng trong hệ thống Pteridophyte Phylogeny Group 2016 (PPG I), chi Struthiopteris chứa 5 loài. Checklist of Ferns and Lycophytes of the World lại xếp 3 trong số 5 loài đó vào chi Spicantopsis.
- Struthiopteris amabilis (Makino) Ching (đồng nghĩa với Blechnum amabile Makino) = Spicantopsis amabilis (Makino) Nakai
- Struthiopteris castanea (Makino & Nemoto) Nakai (đồng nghĩa với Lomaria castanea Makino, Blechnum castaneum Makino & Nemoto)
- Struthiopteris fallax (Lange) S.Molino, Gabriel y Galán & Wasowicz
- Struthiopteris hancockii (Hance) Tagawa (đồng nghĩa với Blechnum hancockii Hance) = Spicantopsis hancockii (Hance) Masam.
- Struthiopteris niponica (Kunze) Nakai (đồng nghĩa với Lomaria niponica Kunze, Blechnum niponicum Makino) = Spicantopsis niponica (Kunze) Nakai
- Struthiopteris spicant (L.) F.W.Weiss (đồng nghĩa với Osmunda spicant L., Blechnum spicant (L.) Sm.)